# Biceps
Biceps è un fumetto a puntate creato da Jean Anche.

## Storia
Biceps è stato pubblicato per la prima volta, dalle edizioni Le Teméraire, durante la seconda guerra mondiale in Francia nel 1944.
Successivamente dal 1947 al 1948 andò nuovamente in stampa con l'Editions Vaillant, Il fumetto fu pubblicato nuovamente dalla rivista francese per ragazzi Hop nel 1979 con una racconto dal titolo: Le costaud semtimental.

## Pubblicazioni
Di seguito le pubblicazioni del fumetto Biceps di Jean Anche.
| Anno | Periodico    | N.  |
| ---- | ------------ | --- |
| 1944 | Le Téméraire | 34  |
| 1944 | Le Téméraire | 38  |
| 1947 | Vaillant     | 133 |
| 1947 | Vaillant     | 134 |
| 1947 | Vaillant     | 135 |
| 1947 | Vaillant     | 136 |
| 1947 | Vaillant     | 137 |
| 1948 | Vaillant     | 138 |
| 1948 | Vaillant     | 139 |
| 1948 | Vaillant     | 140 |
| 1948 | Vaillant     | 141 |
| 1948 | Vaillant     | 142 |
| 1948 | Vaillant     | 143 |
| 1948 | Vaillant     | 144 |
| 1948 | Vaillant     | 145 |
| 1948 | Vaillant     | 146 |
| 1979 | Hap!         | 21  |

Nel periodico Hap!, una ripubblicazione, il titolo fu Le costaud semtimental (dans revue Le Téméraire).